# Медведев, Александр Владимирович (футболист)
Александр Владимирович Медведев (род. 7 мая 1966) — советский и российский футболист, нападающий, полузащитник.
Начинал заниматься футболом в 10 лет в белгородском «Факеле» у Владимира Сергеевича Ершова, затем перешёл в ДЮСШ «Салют». Всю карьеру провёл во второй (1984—1985, 1987—1989, 1992—1995, 1997—1999), второй низшей (1990—1991) и третьей (1996) лигах первенств СССР и России. Начинал играть в «Салюте». В 1991 году из-за плохих отношений с главным тренером команды, переименованной в «Энергомаш», перешёл в другой белгородский клуб — «Ритм». По словам Медведева, он был отчислен из-за отказа съесть шоколадный батончик. Перед сезоном-1993 обе белгородские команды были объединены, и Медведев за «Салют» (с 1996 года — «Салют-ЮКОС») играл до 1999 года.
После окончания карьеры игрока стал работать тренером в ДЮСШ-6.